# فيرونيكا مارس (مسلسل)
فيرونيكا مارس (بالإنجليزية: Veronica Mars) مسلسل غموض ودراما أمريكي من إعداد روب توماس. تدور أحداثهُ في مدينة نيبتون، كاليفورنيا خيالية، وبطولة الممثلة كريستين بيل بدور فيرونيكا مارس. بدأ عرض المسلسل في 22 سبتمبر، عام 2004، على قناة "UPN"، وعرض لآخر مرة في 22 مايو، عام 2007، على القناة التي تلت "UPN" وهي قناة سي دبليو. وأستمر لثلاثة مواسم (42 حلقة). المسلسل من إنتاج شركة وارنر بروس.
بعد إلغاء المُسلسل، كتب روب توماس قصة وسيناريو فيلم سينمائي يتابع نفس القصة والشخصية. أمتنعت شركة وارنر بروس عن تمويل إنتاج الفيلم. في 13 مارس، 2013، أطلق روب توماس وكريستين بيل حملة تبرعات لجمع 2$ مليون دولار لتمويل الفيلم على موقع كيك ستارتر، حينها جمعوا 5.7$ مليون دولار بأقل من إحدى عشرة ساعة. صدر الفيلم في 14 مارس، 2014.

## الحلقات

### نظرة عامة
| الموسم | الموسم | عدد الحلقات | تاريخ البثّ الأصلي | تاريخ البثّ الأصلي | تاريخ البثّ الأصلي |
| الموسم | الموسم | عدد الحلقات | أول عرض           | آخر عرض           | القناة            |
| ------ | ------ | ----------- | ----------------- | ----------------- | ----------------- |
|        | 1      | 22          | 22 سبتمبر 2004    | 10 مايو 2005      | UPN               |
|        | 2      | 22          | 28 سبتمبر 2005    | 9 مايو 2006       | UPN               |
|        | 3      | 20          | 3 أكتوبر 2006     | 22 مايو 2007      | CW                |

## الممثلين والشخصيات

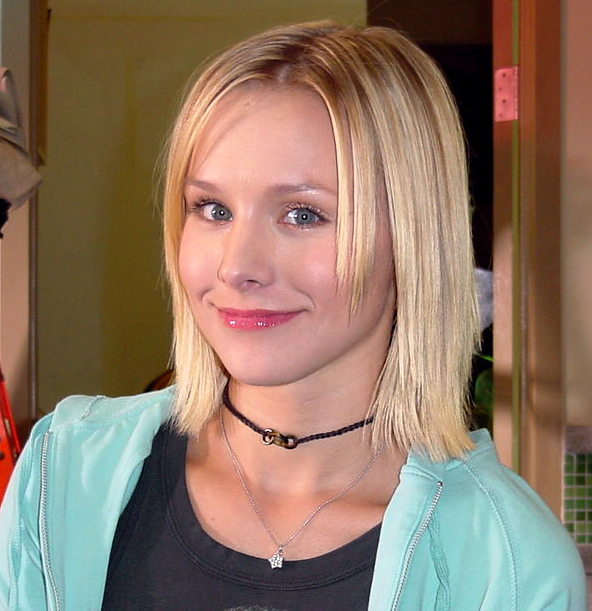
كريستين بيل بطلة المسلسل.

### شخصيات رئيسية
- كريستين بيل بدور فيرونيكا مارس، طالبة في المدرسة الثانوية ومحققة خاصة متمرسة.
- تيدي دان بدور دانكن كاين، حبيب فيرونيكا السابق وأخ ليلي التي تقتل في الحلقة الأولى.
- جيسون دورينغ بدور لوغان إيكلوس.
- بيرسي دوغ الثالث بدور والاس فينيل، صديق فيرونيكا المُقرب وشريكها في التحقيق.
- فرانسيس كابرا بدور إيلاي نافارو، صديق فيرونيكا، وقائد عصابة الدراجات.
- إنريكو كولانتوني بدور كيث مارس، شرطي سابق ومحقق خاص، غالباً ماتساعدهُ فيرونيكا في حل القضايا.
- سدني تاميا بوايتير بدور مالوري دينت، مُدرسة الصحافة في مدرسة نبيتون الثانوية.

## الإستقبال

### التصنيف
| الموسم | أوقات العرض                                                                                               | القناة | بداية الموسم    | نهاية الموسم  | موسم سنة  | المرتبة  | عدد المشاهدين (بالمليون) |
| ------ | --- | ------ | --------------- | ------------- | --------- | -------- | ------------------------ |
| 1      | الثلاثاء 9:00 مساءاً                                                                                       | UPN    | 22 سبتمبر، 2004 | 10 مايو، 2005 | 2005-2004 | #148/156 | 2.5                      |
| 2      | الأربعاء 9:00 مساءاً (28 سبتمبر، 2005 - 5 أبريل، 2006) الثلاثاء 9:00 مساءاً (11 أبريل، 2006 - 9 مايو، 2006) | UPN    | 28 سبتمبر، 2005 | 9 مايو، 2006  | 2006-2005 | #145/156 | 2.3                      |
| 3      | الثلاثاء 9:00 مساءاً (3 أكتوبر، 2006 - 22 مايو، 2007) الثلاثاء 8:00 مساءاً (22 مايو، 2007)                  | CW     | 3 أكتوبر، 2006  | 22 مايو، 2007 | 2007-2006 | #138/142 | 2.5                      |

## البثّ والتوزيع

### البثّ العالمي
في كندا عرض المسلسل على قناة "CTV" في 30 مايو، 2005. توقف عرض المسلسل على قناة "CTV" بعد الموسم الأول، وعرض الموسم الثاني على قناة "SUN TV" في 18 يوليو، 2006. عرض الموسم الثالث على قناة "Fox 44" في 3 أكتوبر، 2006.
في المملكة المتحدة عرض المسلسل على قناة "Sky Living" في أكتوبر، 2005، ووصل عدد المشاهدين إلى 50,000 ألف مشاهد للحلقة الواحدة خلال الموسم الأول. عرضت القناة المسوسم الثاني من المسلسل في 8 يونيو، 2006. وعرضت حلقة واحدة كل أسبوع. بالرغم من قلة عدد المشاهدين خلال الموسم الأول قررت القناة عرض الموسم الثالث. كما عرض الموسم الثالث على القناة المجانية "E4" في 16 يوليو، 2009.
في أستراليا عرض المسلسل على قناة "Network Ten" في 28 نوفمبر، 2005. في نيوزيلندا عرض المسلسل على قناة "TV2" في 15 يوليو، 2005.

### الإصدار المنزلي
- الموسم الأول: صدر الموسم الأول من مسلسل فيرونيكا مارس في المنطقة 1 على ستة أقراص مدمجة «DVD» في 11 أكتوبر، 2005.[21] بالإضافة إلى حلقات الموسم الأول أحتوى الإصدار على الحلقة الأولى مطولة وعشرون دقيقة من المشاهد التي لم تعرض على التلفاز.[22] صدر الموسم الأول في المنطقة 2 في 16 مايو، 2008.[5] وفي المنطقة 4 صدر في 4 يونيو، 2008.[23]
- الموسم الثاني: صدر الموسم الثاني من المسلسل في المنطقة 1 على ستة أقراص مدمجة «DVD» في 22 أغسطس، 2006،[12] وفي المنطقة 2 في 15 أغسطس، 2008،[4] وفي المنطقة 4 في 8 سبتمبر، 2008.[21]
- الموسم الثالث: صدر الموسم الثالث من المسلسل في المنطقة 1 على ستة أقراص مدمجة «DVD» في 23 أكتوبر، 2007،[5] وفي المنطقة 2 في 12 ديسمبر، 2008،[12] وفي المنطقة 4 في 11 فبراير، 2009.[24]

في 12 مايو، 2014، صدر فيرونيكا مارس: الإصدار الكامل، احتوى الإصدار على المواسم الثلاثة كاملة على 18 قرص مدمج DVD.

## وصلات خارجية
- فيرونيكا مارس على موقع IMDb (الإنجليزية)
- فيرونيكا مارس على موقع ميتاكريتيك (الإنجليزية)
- فيرونيكا مارس على موقع روتن توميتوز (الإنجليزية)
- فيرونيكا مارس على موقع أول موفي (الإنجليزية)
- فيرونيكا مارس على موقع فيلمافينيتي (الإسبانية)
- فيرونيكا مارس على موقع كينوبويسك (الروسية)
- فيرونيكا مارس على موقع ألو سيني (الفرنسية)
- فيرونيكا مارس على موقع قاعدة بيانات الفيلم (الإنجليزية)